# John Hakizimana
John Hakizimana (* 26. Oktober 1996) ist ein ruandischer Langstreckenläufer.

## Sportliche Laufbahn
John Hakizimana nahm 2015 bei den U20-Afrikameisterschaften in Äthiopien im 10.000-Meter-Lauf an seinem ersten internationalen Wettkampf teil, bei dem er den sechsten Platz belegen konnte. 2016 bestritt er in der Heimat seinen ersten Halbmarathon, den er mit einer Zeit von 1:09:21 h auf dem 16. Platz beendete. 2017 belegte er den dritten Platz beim Halbmarathon von Brazzaville, bei dem er sich auf 1:08:17 h verbesserte. Im Frühjahr 2018 nahm er in Valencia an den Halbmarathon-Weltmeisterschaften teil, bei denen er mit 1:02:26 h persönliche Bestzeit lief. Mit dieser Zeit landete er auf dem insgesamt 34. Platz. Ende des Jahres lief er in Cannes erstmals einen Marathon in einem internationalen Rennen, den er auf dem achten Platz beendete. 2019 startete er im Oktober über die Marathondistanz im Rahmen der Militärweltspiele in Wuhan, bei denen er mit Bestzeit von 2:11,19 h die Bronzemedaille gewinnen konnte. Zudem erfüllte er die Qualifikation für die Olympischen Sommerspiele in Tokio. Dort ging er Anfang August an den Start, konnte den Wettkampf allerdings nicht beenden. Während der Eröffnungsfeier war er gemeinsam mit der Schwimmerin Alphonsine Agahozo sowie auch der Schlussfeier der Fahnenträger seiner Nation.
2023 nahm Hakizimana am Mailand-Marathon teil, wobei er als Dritter in 2:08:18 neuen ruandischen Rekord lief. Im August trat er bei den Weltmeisterschaften in Budapest an. Dort lief er die Distanz in 2:10:50 h und kam damit als Neunter ins Ziel.

## Wichtige Wettbewerbe
| Jahr               | Veranstaltung                    | Ort                | Platz              | Disziplin          | Zeit               |
| Startet für Ruanda | Startet für Ruanda               | Startet für Ruanda | Startet für Ruanda | Startet für Ruanda | Startet für Ruanda |
| ------------------ | -------------------------------- | ------------------ | ------------------ | ------------------ | ------------------ |
| 2015               | U20-Afrikameisterschaften        | Addis Abeba        | 6.                 | 10.000 m           | 32:00,09 min       |
| 2019               | Halbmarathon-Weltmeisterschaften | Valencia           | 34.                | Halbmarathon       | 1:02:26 h          |
| 2019               | Militärweltspiele                | Wuhan              | 3.                 | Marathon           | 2:11:19 h          |
| 2021               | Olympische Sommerspiele          | Tokio              |                    | Marathon           | DNF                |
| 2023               | Weltmeisterschaften              | Budapest           | 9.                 | Marathon           | 2:10:50            |

## Persönliche Bestleistungen
Freiluft
- 10.000 m: 29:23,53 min, 14. April 2019, Grosseto
- Halbmarathon: 1:01:35 h, 30. Oktober 2022, Arezzo
- Marathon: 2:08:18 h, 2. April 2023, Mailand, (ruandischer Rekord)